# Abenobashi Terminal Building

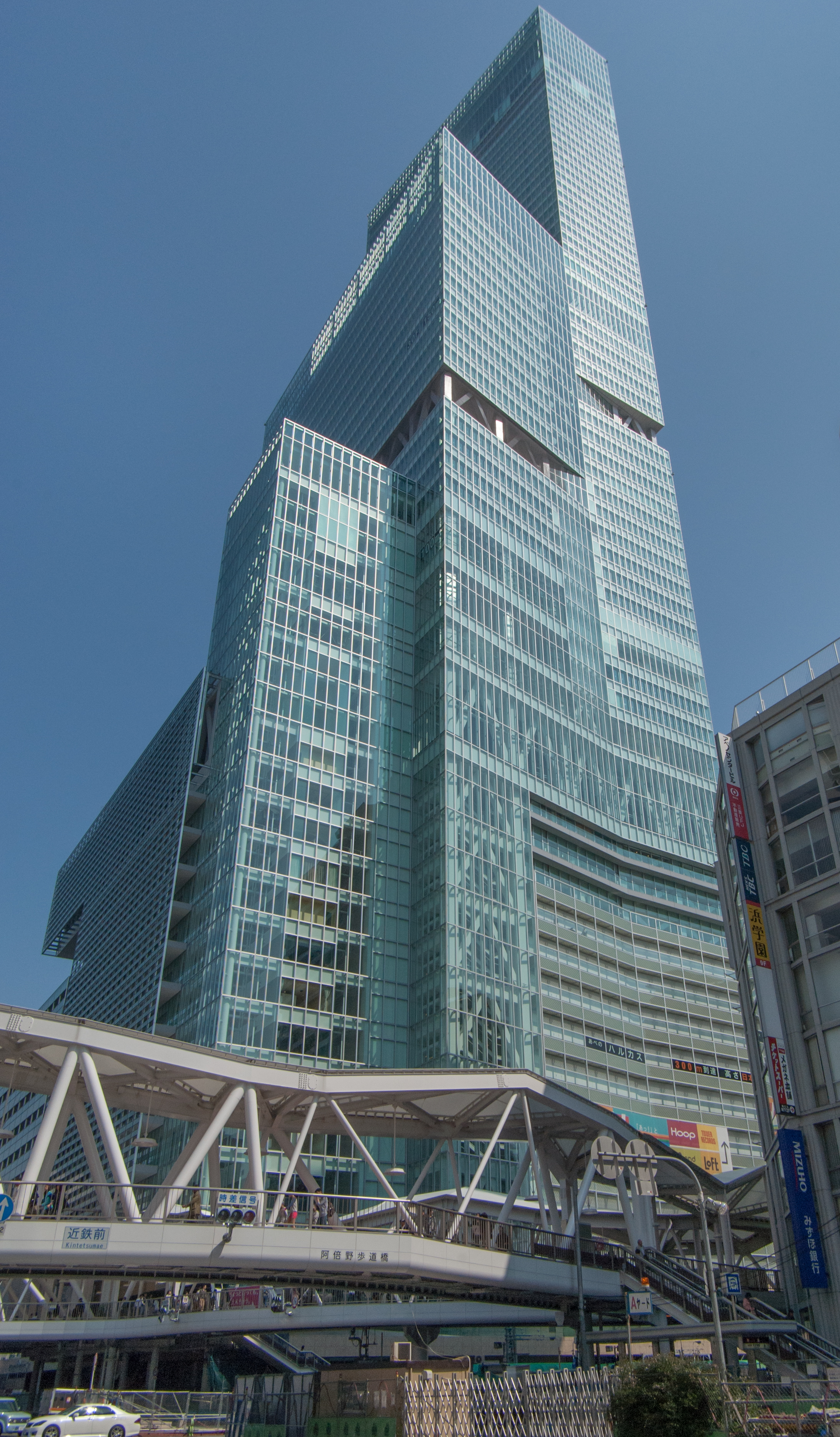
Vista laterale

L'Abenobashi Terminal Building (阿部野橋ターミナルビル?) è una struttura commerciale multifunzionale ad Abeno ji Itchome, nel quartiere di Abeno-ku, Osaka, in Giappone. Consiste nel New Annex (新館?) (principali occupanti: stazione di Ōsaka-Abenobashi, Abeno Harukas Kintetsu Main Store Wing Building), dell'Eastern Annex (東館?) (Hotel Tennoji Miyako), l'Abeno Harukas (あべのハルカス?). L'attuale complesso ha subito un'ampia ristrutturazione, iniziata nel gennaio 2010; l'apertura è avvenuta il 7 marzo 2014. L'edificio è alto 300 metri e ha 62 piani, il che lo rende il più alto del Giappone.
È il fabbricato viaggiatori alternativo progettato per la stazione di Ōsaka-Abenobashi, il terminale della linea Kintetsu Minami-Ōsaka. La sua superficie calpestabile è di circa 100.000 metri quadrati, il ché lo rende il più vasto e grande magazzino del Giappone. Contiene inoltre il principale Grande magazzino Kintetsu, l'albergo della Marriott International e un nuovo ufficio per la sede centrale della Sharp Corporation.

## Significato del nome
Il nome del grattacielo "Abeno Harukas" viene dall'antica parola giapponese "晴るかす" (harukasu), che significa "illuminare, rischiarare".

## Piani
Abeno Harukas
Dal sito del Progetto Abeno Harukas
- 58º-60º piano: Osservatorio "Harukas 300"
- 38º-55º piano e 57º piano: Hotel Osaka Marriott Miyako
  - 57º piano: Ristoranti
  - 38º-55º piano: Stanze degli ospiti
- 21º-36º piano: uffici
- 19º e 20º piano: Hotel Osaka Marriott Miyako (atrio)
- 17º e 18º piano: uffici
- 16º piano: Museo Abeno Harukas, giardino sul tetto
- 2º seminterrato-14º piano: Kintetsu Department Store Abeno Harukas Tower Building[4]
- 1º seminterrato e 1º piano: Osaka Abenobashi Station
- 4º e 3º seminterrato: parcheggio

New Building
- 2º seminterrato-9º piano e tetto: Kintetsu Department Store Abeno Harukas Wing Building[4]
- 1º seminterrato e 1º piano: stazione di Osaka-Abenobashi
- 2º seminterrato: entrata della stazione di Osaka-Abenobashi

Eastern Building
- 1º seminterrato-16º piano: Hotel Tennoji Miyako

## Negozi e supermercati intorno ad Abenobashi Terminal Building

### Abeno-ku
- Shinjuku Building
- Shinjuku Gochiso Building
- Abeno Appolo
- Abeno Center Building (Abeno Festa)
- Echo Across Building
- Abeno Urban Development Project
  - Abeno Lucias (A1-1)
  - Abeno nini (A1-2)
  - Abeno Cues Town (A2)
  - Abeno Gran Tour (A3)

### Tennoji-ku
- Tennoji MiO
  - Main Building
  - Plaza Annex
- Abechika (città sotterranea)

## Nella cultura di massa
- appare nel lungometraggio anime Josée, la tigre e i pesci (K. Tamura, 2020)